# Édouard Isambard
Édouard Isambard, né le 8 mars 1845 à Pacy-sur-Eure et mort le 19 juillet 1904 dans sa ville natale, est un homme politique français.

## Biographie
Ce médecin fut député-maire de Pacy-sur-Eure. Élu du département de l'Eure à l'Assemblée nationale de 1890 à 1904, il fut l'un des plus grands artisans de la loi sur les associations de 1901.

## Publications
- Histoire de la Révolution à Pacy-sur-Eure, 1884.

## Sources
- « Édouard Isambard », dans le Dictionnaire des parlementaires français (1889-1940), sous la direction de Jean Jolly, PUF, 1960 [détail de l’édition]